# Culex rotoruae
Culex rotoruae är en tvåvingeart som beskrevs av John Nicholas Belkin 1968. Culex rotoruae ingår i släktet Culex och familjen stickmyggor. Inga underarter finns listade i Catalogue of Life.